# Országos Onkológiai Intézet
Az Országos Onkológiai Intézet Budapest Hegyvidékének gyógyító, kutató, oktatókórháza.

## Története
A Kékgolyó utcai intézetben az 1850-es évektől Schwartzer Ferenc magyar királyi egyetemi magántanár alapította meg az első magyar elmegyógyintézetet, majd fia, Schwartzer Ottó (1853–1913) vette át az intézet irányítását. Ekkortájt a profil a pszichiátria volt.
Később mint Siesta Postás Szanatórium működött, amely már rekreációval is foglalkozott. Betegei között volt Szemere Bertalan, József Attila, Babits Mihály és Reza Pahlavi iráni sah is.
A postás gyógyintézet idejében épült a ma is használatban lévő, a kórház területén található kápolna is.
Az idők folyamán az osztályok is átalakultak, specializálódtak. Jelenleg fekvőbeteg-, kutató-, diagnosztikai osztályok és önálló szakrendelések segítik a betegek gyógyulását. Az intézet három pilléren nyugszik, ezek: a gyógyítás, az oktatás és a kutatás. Számos nemzetközi kapcsolatot ápol a világ minden részén lévő kutatóközpontokkal.

## Statisztika
Az Országos Onkológiai Intézet 1950 óta a magyar onkológia epidemiológiai, szervezési, módszertani, terápiás, kutatási és oktatási központja. Hazánkban és a környező országokban az egyetlen komprehenzív rákcentrum, kiváló nemzetközi elismertséggel és 95%-os betegelégedettségi mutatóval.
Hat kutató és tíz klinikai osztálya magas szellemi és technológiai körülmények között látja el feladatait. Évente több mint 15 ezer új fekvőbeteget kezelnek, és több mint 56 ezer beteget részesítenek kúraszerű ellátásban, és az ambuláns forgalom meghaladja a 600 ezer főt.

## Felépítése

### Fekvő- és járóbeteg-ellátás
- Ambuláns rendelések
- Központi Aneszteziológiai és Intenzív Terápiás Osztály
- Gyógyszerterápiás Központ
- Hematológia és Lymphoma Osztály
- „Kemoterápia A”
- Mellkasi és Hasüregi Daganatok és Klinikai Farmakológiai Osztály
- „Kemoterápia B”
- Gyógyszerterápiás Központ Urogenitális Tumorok
- Klinikai Farmakológiai Osztály
- „Kemoterápia C”

### Bőrgyógyászat
- Gyógyszerterápiás Központ
- Dermatoonkológiai Osztály
- „Kemoterápia D”

### Daganatsebészeti Központ
- Hasi-daganatsebészeti Osztály
- Emlő-lágyrész Daganatsebészeti Osztály
- Mellkasi Központ
- Sugárterápiás Központ
- Nőgyógyászati Osztály
- Fej-nyaki Daganatok multidiszciplinális Központ
- Onkológiai Képalkotó és Invazív Diagnosztikai Központ
- Izotópdiagnosztikai Osztály
- Kúraszerű ellátórészleg
- Fájdalomcsillapítási Ambulancia
- Rehabilitációs Részleg
- Kardiológiai Járóbeteg Szakellátás

### Diagnosztikai osztályok
- Daganatpatológiai Központ
- Sebészeti és Molekuláris Patológiai Osztály
- Citopatológiai Osztály
- Onkológiai Képalkotó és Invazív Diagnosztikai Központ
- Klinikai Központi Laboratórium

## Oktatás, kutatás
A tudományos-kutatói munka színvonalát jellemzi az évi 360 feletti kumulatív impact faktor, a sok száz hazai, külföldi közlemény, előadás, a klinikai onkológus és sugárterapeuta szakorvosi képzés, és az egész magyar onkológiai ellátás számára szervezett folyamatos orvostovábbképzés, hézagpótló szakmai és tankönyvek.

## Vezetői
- Az intézmény előző főigazgató főorvosa prof. dr. Kásler Miklós, a későbbi emberi erőforrások minisztere volt. Őt követően Prof. Dr. Polgár Csaba vezette az intézetet.
- A jelenlegi Főigazgató főorvos Prof. Dr. Dank Magdolna.